# 松田祥一
松田 祥一（まつだ しょういち、1986年4月11日 - ）は、日本の俳優。東京都出身。身長167cm、体重50kg。血液型O型。靴のサイズ25.5cm。趣味は相撲観戦、音楽鑑賞。

## 来歴・人物
スカウトがきっかけで芸能界入り。2002年、birdのPV「私的パートナー」でデビュー。
明治学院大学社会学部社会学科卒業。末っ子長男姉3人の4人兄弟である。

## 出演

### テレビドラマ
- ホットマン（2003年4月10日、TBS）
- 盲導犬クイールの一生（2003年7月、NHK『月曜ドラマシリーズ』） - 渡辺悦男 役
- 4TEEN（2004年7月25日、WOWOW）
- 水曜プレミア 夜回り先生（2004年10月27日、TBS） - 正也 役
- 日本の歴史（2005年9月17日、フジテレビ特番）
- Pinkの遺伝子 第7話「王子様は蜜の味」（2005年11月14日、テレビ東京系） - 黒沢 トヲル 役
- 花ざかりの君たちへ〜イケメン♂パラダイス〜（2007年7月〜9月、フジテレビ） - 樟葉 淳之介 役
- 生涯ライバル 兄・長門裕之×弟・津川雅彦（2012年4月15日、NHK BSプレミアム）岡田 役

### 映画
- さよなら、クロ（2003年8月） - 上原 宏 役
- かまち（2004年3月） - 馬場 一志 役
- DV-ドメスティック・バイオレンス-（2004年8月）
- HIRAKATA（2004年5月） - 森下 郁己 役
- ラブキルキル（2004年8月） - 前嶋耕 役
- ユダ（2004年8月）
- ALLDAYS 二丁目の朝日（2008年2月）- 勝谷ひろし 役
- ひとりかくれんぼ 劇場版（2009年5月）
- 学校裏サイト（2009年7月） - 中島 正志 役
- 進化（2010年2月） - 黒衣 役
- できる子の証明（2013年5月） - 宗田 役
- HO〜欲望の爪痕〜 （2014年1月） - ポーカーフェイスの男役
- どうしても触れたくない（2014年5月） - 高田 役
- Z 〜ゼット〜 果てなき希望（2014年7月) - 古守 役
- 青春群青色の夏（2015年9月）
- AKB ShortShortsプロジェクト第1弾『9つの窓』漁船の光（2016年2月）

### ウェブドラマ
- 妖侍　あやかしザムライ（2015年、YouTube） -  ハチ 役[1]

### CM
- Benesse「高校講座 不安編」（2004年）

### PV
- bird「私的パートナー」（2002年）
- スガシカオ「19才」（2006年）
- ミッドナイトパンプキン「VEGA」（2007年）
- EeMu「Black Screen」（2011年）
- EeMu「taboo」（2011年）
- The John's Guerrilla「PHASE ONE」（2012年）
- daoko/だをこ「メギツネ feat. PAGE, GOMESS」（2014年）
- Paranel「偽る」（2014年）

### オリジナルビデオ
- 心霊写真部（2010年、ハピネット）
- 殺人動画サイト Death Tube （2010年、アルバトロス）井上悟 役 - 主演
- 戦慄ショートショート コワバナ 恐噺 幽霊ホテル（2012年、トリコ）
- あなたの知らない怖い話4〜幸せの電話（2012年）
- HITCH-HIKE ヒッチハイク（2013年7月3日、アルバトロス） - 主演
- Z 〜ゼット〜 狂気と天使（2014年8月、エスピーオー） - 古守 役 - 主演
- Z 〜ゼット〜 友情と悪夢（2014年8月、エスピーオー） - 古守 役

### OVA
- なめんなよ なめ猫 THE MOVIE（2009年、OVA）